# Tabaklar (Karataş)
Tabaklar ist ein Ortsteil (Mahalle) im Landkreis Karataş der türkischen Provinz Adana mit 841 Einwohnern (Stand: Ende 2024). Im Jahr 2011 hatte der Ort 623 Einwohner.